# علی‌محمد صفایی
علی‌محمد صفایی (زادهٔ ۱۲۷۶ – درگذشتهٔ ۱۳۱۸) نوازنده و سازندهٔ ساز اهل ایران بود.

## زندگی هنری
علی‌محمد صفایی٬ فرزند «صفاءالملک» در سال ۱۲۷۶ خورشیدی متولد شد. وی نوه‌ٔ «علی‌محمد صفای لواسانی»، خوشنویس سرشناس دوران قاجار بود. او در ۱۵ سالگی٬ نواختن ساز «سه‌تار» را به‌صورت خودآموز آغاز نمود و پس از ۳ سال به کلاس «درویش‌خان» راه یافت و آموخته‌های خود را تکمیل کرد. وی نوازنده‌ای برجسته بود که بر ردیف موسیقی ایرانی تسلط کامل داشت. او همچنین در ساختن ساز٬ به‌ویژه ساختنِ سه‌تار٬ مهارت داشت. از ویژگی ظاهری سه‌تارهایی که ساخته است می‌توان به: کاسهٔ چند ترک٬ استفاده از صدف در انتهای کاسه و تزئین دستهٔ ساز با صدف اشاره نمود. او در خوشنویسی نیز٬ خطی نیکو داشت.
یکی از سه‌تارهای نفیس ساختهٔ او در موزه موسیقی ایران نگه‌داری می‌شود. به نوشتهٔ روح‌الله خالقی در کتاب «سرگذشت موسیقی ایران»٬ علی‌محمد صفایی «در ریزه‌کاری٬ سرآمد همهٔ سه‌تارسازان بوده و سه‌تار را با قطعات متعدد کوچک به‌طرز زیبایی می‌ساخته است».
یکی از سه‌تارهای مشهور او٬ سازی است با نام «برلیان». علی‌محمد صفایی سه‌تار برلیان را برای «نصیرالدوله اعتمادی» ساخته بود. این ساز به دلیل وجود دسته گلی کوچک از جنس صدف بر روی صفحه و کارگذاشتن صدف مابین ترک‌های آن در نور چراغ می‌درخشید. او برای خود نیز سه‌تاری ساخته بود که کاسه‌اش کتابی بود و آن‌را زیر پالتو یا عبا می‌گرفت و در مکان‌های دور از جمعیت می‌نواخت. درویش‌خان به سبب ساخت سه‌تارهای زیبا به او مدالی هدیه داده بود.

## درگذشت
علی‌محمد صفایی در اواخر عمر به اختلال حواس و جنون مبتلا شد و در سال ۱۳۱۸ در ۴۲ سالگی درگذشت.